# Авербух Леонід Григорович
Леоні́д Григо́рович Авербух (31 жовтня 1930, Одеса — 17 січня 2022, там само) — заслужений лікар України — 2004, кандидат медичних наук, фтизіатр вищої категорії, літератор, член Національної спілки журналістів України. Почесний член Всесвітнього клубу одеситів.

## Біографія
Його мати, Мальвіна Григорівна Зальцберг — кандидат медичних наук, завідувачка рентгенологічного відділення туберкульозного інституту, першою в Одесі застосувала флюорографію для діагностики захворювань легенів. Брат матері, Самуїл Григорович Зальцберг — завідувач кафедри опору матеріалів політехнічного інституту. Батько, Григорій Львович Авербух, інженер-хімік, в лавах Радянської армії — хімік-фармацевт, брав участь в обороні Одеси та Севастополя, був начальником севастопольського головного складу Приморської армії, загинув 1942 року під Севастополем. В евакуації Леонід працював статистиком разом із мамою в Узбецькому інституті туберкульозу.
1952 року закінчив навчання в Одеському медичному інституті за спеціальністю «Лікувальна справа», пройшов субординатуру по фтизіатрії.
В 1952—1955 роках працював районним фтизіатром у Брестській області.
Протягом 1956—1957 років проходив ординатуру в Білоруському інституті вдосконалення лікарів у Мінську на кафедрі туберкульозу.
З 1957 року працює в протитуберкульозних закладах Одеси; більше 50 років — в Одеському обласному протитуберкульозному диспансері; протягом 45 років завідував консультативним диспансерним відділенням.
За сумісництвом проводив викладацьку роботу в Одеському медичному інституті на кафедрі фтизіопульмонології.
Був науковим консультантом обласного туберкульозного диспансеру, також провідний науковий працівник Українського науково-дослідницького протичумного інституту ім. Мечникова.
Звання та нагороди
Заслужений лікар України: почесне
звання присвоєно Указом Президента України у березні 2004 р. Нагороджений 8-ма
медалями України, кол. СРСР та Р. Ф.  та
почесним знаком «Отличник здравоохранения», а також корпоративною медаллю «За
лікарську честь», Лауреат конкурсу «Люди дела 2010» ім. Б. Ф. Дерев'янко, газети «Вечерняя Одесса»

## Наукова діяльність
Є автором наукових розробок щодо проблем організації боротьби з туберкульозом та по питаннях протидії розповсюдженню ВІЛ-асоційованого туберкульозу; брав участь у наукових з'їздах та конференціях.
На базі Одеського диспансеру створив музей історії боротьби з туберкульозом.
Є одним зі співавторів роботи «Стратегічний план стійкого розвитку Одеси»; брав участь у розробці Закону України «Про боротьбу з захворюванням туберкульозом».
Серед його наукових робіт:
- «Методичні вказівки по проведенню протитуберкульозної роботи в умовах сільських лікарняних дільниць та фельдшерсько-акушерських пунктів», Одеса, 1979, у співавторстві,
- «Комплексні медичні профілактичні обстеження сільського населення», Київ, «Здоров'я», 1986, у співавторстві,
- «Організація, методика та ефективність виявлення, обліку, диспансерного нагляду хворих на туберкульоз та централізованого контролю контингенту» — кандидатська дисертація, Київ, 1994, Інститут фтизіатрії і пульмонології ім. Ф. Г. Яновського;
- «Методичні вказівки по проведенні протитуберкульозної роботи в умовах сільських лікувальних дільниць та фельдшерсько-акушерських курсів», Одеса, 1996;
- «Туберкульоз: етапи боротьби, здобутки та втрати», Optimum, 2005,
- «Рекомендовані клінічні протоколи санаторної реабілітації хворих на туберкульоз», Одеса, 2011.

Загалом вийшло друком коло 100 наукових робіт, серед яких 4 монографії.
Досліджував вклад одеських медиків, зокрема, Ісаака Матусіса, Михайла Ясиновського, Дарія Меєрсона

## Літературна діяльність
Його віршований та прозовий доробок:
- «Розсекречені долі. Нариси (євреї в радянській зовнішній розвідці)», 1999, перевидано в Одесі, «Оптимум», 2001, ISBN 966-7776-10-7,
- «Стихофоризмы с многоточиями и мемуатюры», 2000, ISBN 966-7144-80-1,
- «Віршофоризми та мемуатюри» («Стихофоризмы и мемуатюры»), 2002, ISBN 966-7776-76-7,
- «Віршата» («Стишата»), Optimum, Одеса, 2004, ISBN 966-8072-76-6,
- «Штрихи до портретів», Міжнародна громадська організація «Єврейський общинний центр „Мигдаль“», студія «Негоціант», 2004, ISBN 966-691-105-1,
- «Віршефоризми» («Стихофоризмы»), 2008, Одеса, Optimum, ISBN 978-966-344-296-9.

Публікації в антологіях
1. Антология Сатиры и Юмора России XX века. Т. 32. Одесский юмор / Издательство: Эксмо, Москва.- 2004—384 стор. — ISBN 5-699- 05596-7, ISBN 5-04003950-6. — 10000 экз.(с послед. допечатками)
2. Антология Сатиры и Юмора России XX века. Т. 41. Эпиграмма / Издательство: Эксмо, Москва.- 2005  — 384 с. — ISBN 5-699-11286-3, ISBN 5-04003950-6. —         8000 экз.
3. Большой фонтан одесского юмора. Печатный Дом, Одесса. — 2008—807 с. —   1500 экз.

Загальна кількість журнальних і газетних публікацій перевищує 450.
Близько 40 телевізійних інтерв'ю на місцевих і центральних каналах.